# Méthodologie en psychologie
 (juin 2015).
Si vous disposez d'ouvrages ou d'articles de référence ou si vous connaissez des sites web de qualité traitant du thème abordé ici, merci de compléter l'article en donnant les références utiles à sa vérifiabilité et en les liant à la section « Notes et références ».
Cet article présente les différentes approches méthodologiques en psychologie.

## La recherche expérimentale
Pour trouver certaines réponses aux questions que les psychologues se posent, il faut parfois faire une expérimentation, c’est-à-dire faire une expérience afin de prouver si la théorie est correcte. Il existe plusieurs éléments importants dans la recherche expérimentale : la théorie, l’hypothèse, les variables indépendantes et dépendantes et les contrôles expérimentaux. Cela permet d’étudier les relations de cause à effet et, de cette façon, de décrire le comportement.

### Théorie
La plupart des recherches commencent par une théorie. Les chercheurs ont une idée et des arguments en tête afin de confirmer leur première idée. Les théories sont des explications du comportement humain élaborées à la suite de recherches, d’observations, d’études comparatives, etc.

### Hypothèse
Après avoir étudié les théories du comportement humain, le scientifique va mettre en place une hypothèse, c’est-à-dire qu’il va expliquer tel ou tel comportement, pensée, etc. avant de la vérifier. L’hypothèse se base sur l’observation ou/et l’expérience personnelle. Une hypothèse peut être fondée ou non. Elle n’est qu’une explication possible d’un comportement et doit être vérifiée dans le cadre d’une étude scientifique. Elle doit surtout comprendre une variable dépendante, une variable indépendante et un groupe cible.

### Variable
Après avoir formulé une hypothèse, l’expérimentateur élabore une méthode de recherche lui permettant de la vérifier. Ce travail consiste à choisir les éléments qui pourront être modifiés et feront l’objet d’une manipulation directe. Ces éléments seront appelés « variables ». Les variables peuvent être le temps, le poids, la distance, les points obtenus à un test, le nombre de réactions, etc. L’expérimentateur doit maintenir constantes les variables afin qu’il n’y ait pas de réaction chez le sujet.
- Variable indépendante : c’est un facteur qui est choisi et manipulé par l’expérimentateur et qui est totalement indépendant de ce que fait le sujet.
- Variable dépendante : c’est un comportement mesurable observé chez un sujet et qui est influencé par la variable indépendante.

### Contrôles Expérimentaux
Toute expérience exige qu’au moins deux groupes soient présents afin de les comparer l’un à l’autre. Car sans comparaison, il est impossible de faire un constat. La variable indépendante peut être un des facteurs de comparaison. Les sujets d’un groupe sont placés dans les mêmes conditions (Ceteris paribus) que ceux de l’autre groupe, mis à part qu’ils n’auront pas affaire à la variable indépendante. Cette situation est appelée « condition contrôlée » ou groupe contrôle.

### La répartition des sujets dans les groupes
L’expérimentateur peut généralement faire des groupes au hasard, mais s’il veut pourtant avoir un échantillon représentatif, il peut faire un pré test afin d’évaluer certains facteurs qui pourraient modifier le résultat de l’expérience.

### Les partis pris et les biais possibles dans la recherche
Les expérimentateurs ont tendance à influencer le résultat de l’expérience selon leur degré d’investissement. C'est ce que l'on appelle l'effet expérimentateur. Afin d’éviter ce genre d’erreur, l’expérimentateur peut enregistrer l’expérience et faire appel à une personne neutre afin de ne pas participer directement à l’élaboration de l’expérience. Il est aussi possible de faire en sorte que l’expérimentateur ne sache pas lequel des deux groupes est le groupe témoin et lequel est le groupe expérimental.
Il faut aussi faire attention au biais de l’échantillon, c’est-à-dire à sa tendance à ne pas être vraiment représentatif de la population étudiée. Il est très important de s’assurer que l’échantillon est représentatif car les résultats seront appliqués pour l’ensemble de la population, les chercheurs vont généraliser.

### Protocole
Descriptif précis de la façon dont l’expérience se déroulera, dans un souci de réfutabilité.
- Avantages : cette méthode donne des résultats quantitatifs très précis, permettant de mesurer les potentielles corrélations entre variables.
- Inconvénients : La situation de laboratoire est artificielle. Les sujets peuvent être perturbés par la nature de l'expérience.

## Les méthodes de recherche non expérimentales
Il n’est pas toujours possible d’expérimenter afin d’étudier le comportement, on utilise alors les méthodes non expérimentales, comme l’observation naturelle, les corrélations, les enquêtes et les études de cas individuels (ßcas cliniques). Aucune de ces méthodes ne peut être utilisée afin de définir la cause du comportement, mais elles peuvent être utiles pour préciser les rapports entre les variables et pour recueillir des informations permettant de prédire le comportement.

### L’observation naturaliste
Il s'agit d'une méthode visant à étudier un sujet dans son « état » et/ou dans son environnement naturel. Le chercheur qui s'appuie sur ce type de méthodologie s'efforce de rendre sa démarche la moins visible possible aux sujets observés, afin d'éviter des effets de désirabilité. 
- Avantages : le comportement des sujets est évalué in situ.
- Inconvénients : cette méthode requiert du temps.

### Les enquêtes
Les examens, les tests, les questionnaires, les entretiens, etc. sont regroupés dans le terme « enquête ». Ces enquêtes consistent à étudier les comportements, opinions, idées, sentiments, désirs ou attitudes d’un échantillon à l’aide d’un questionnaire détaillé. Les enquêtes permettent aux chercheurs de décrire les caractéristiques d’un échantillon plus ou moins restreint et de généraliser l’information obtenue.
- Avantages

Cette méthode est réalisable à grande et très grande échelle, permettant d’avoir un ou des échantillons représentatifs.
Toutes ces méthodes peuvent être employées indépendamment ou conjointement.
- Inconvénients

Les gens ne répondent pas forcément ce qu’ils pensent. Disent-ils la vérité ? 
Les ambigüités inévitables pour les tests à grande échelle. Comment traduire une expression, un mot qui n'existe pas dans un pays ?

### Études de cas (oucas cliniques)
Il s'agit d'études dans lesquelles, un chercheur investigue sur la problématique d'un sujet ; au risque que les analyses et conclusions ne soient pas généralisables. Les aspects de la vie du sujet sont analysés dans le détail.
- Avantage : la précision liée à la singularité du sujet comme unique focale.
- Inconvénients : la non-représentativité.

### Études de corrélation
La corrélation est un rapport mathématique mesurant la direction et la force d’une relation établie entre deux séries de variables. Il existe trois sortes de corrélations :
- si les deux variables varient dans le même sens, la corrélation est dite positive ;
- si les deux variables varient dans le sens contraire, la corrélation est dite négative ;
- si les deux variables n’ont aucun rapport, la corrélation est dite nulle.

- Avantages :

Cette méthode offre des résultats mathématiques.
Elle permet aux chercheurs de publier leurs résultats dans des revues indexées par l'AERES.
- Inconvénients :

La corrélation n’est pas un lien de causalité, elle ne donne pas de preuve de cause à effet.
Plans à cas unique (limites) :
1. généralisation des résultats a d’autres personnes, environnement ou temps
2. pas de groupe contrôle
3. réactivité de la mesure
4. facteur historique
5. régression statistique